# Elaine O'Beirne-Ranelagh
Elaine O'Beirne-Ranelagh (6 juillet 1914 - 5 avril 1996) est une écrivaine et une folkloriste américaine. Elle a également publié sous le pseudonyme Anne O'Neill Barna.

## Enfance et éducation
Elaine O'Beirne-Ranelagh est née à Brooklyn, New York, le 6 juillet 1914. Elle est la seule enfant de Josephine Lambert Lewis et Harry Lewis. Elle fréquente le Vassar College, y étudie les classiques et se spécialise en grec. Son intérêt pour la mythologie qui l'amène à s'intéresser au folklore, et après Vassar, elle continue à étudier le folklore au niveau post-universitaire à l'université de l'Indiana. Elle remporte la bourse Guggenheim en 1935, et va à Rome en 1936 pour étudier les contes de fées italiens. Un chaperon de Guggenheim l'avertit que Mussolini fasait des avances aux boursières, mais son souvenir de Mussolini est celui d'un homme trapu en noir attirant toute l'attention,.
À son retour aux États-Unis, O'Beirne-Ranelagh s'immerge dans l'étude des spirituals afro-américains et de la musique des esclaves, réalisant des émissions pionnières de cette musique sur la station WNYC avec son programme Folksongs for the seven million. Grâce à cela, elle apporte la musique de Lead Belly à un public plus large, apparaissant régulièrement sur son programme radio. Vers la fin de la Seconde Guerre mondiale, elle rencontre James O'Beirne à la Columbia University Library. Ils se réunissent pour enregistrer son répertoire de chansons irlandaises. Il combat lors de l'insurrection de Pâques 1916 avec The O'Rahilly et plus tard avec la brigade n°1 de Cork pendant la guerre d'indépendance irlandaise. Après une période d'internement, il se rend aux États-Unis en 1923 pour terminer le diplôme d'ingénieur qu'il avait commencé à l'University College Cork,,.

## Carrière
Le couple se marie en juillet 1946, à Rathnew, dans le comté de Wicklow. Le changement de nom d'O'Beirne en O'Beirne-Ranelagh lui est souvent attribué, mais il a été inspiré par l'intérêt de James pour le renouveau littéraire irlandais et le « crépuscule celtique ». Le couple a quatre enfants, John, Bawn, Elizabeth et Fionn. Elle décrit la décennie après son mariage, vivant dans l'Irlande rurale, dans son livre Himself and I. Le livre relate son déménagement de New York au comté rural de Kildare, où elle vit sans électricité et sans eau courante. Elle comprend qu'en Irlande, le « bon vieux temps » était synonyme d'analphabétisme, de jansénisme et d'oppression des femmes. À la suite de la publication du livre à New York en 1857, il est vivement critiqué en Irlande pour sa représentation du contrôle de l'Église catholique sur l'éducation irlandaise, le contrôle des naissances, la censure, ainsi que l'immaturité sexuelle du peuple irlandais. Elle publie le livre sous le pseudonyme Anne O'Neill Barna pour des raisons juridiques, bien que son identité soit largement connue à Dublin. Le livre est interdit à la vente en Irlande,.
O'Beirne-Ranelagh continue à collecter des ballades et du folklore en Irlande, fait quelques émissions pour Radio Éireann et fait partie de la commission irlandaise Fulbright. À la fin des années 1950, les activités agricoles et commerciales de son mari échouent et, en 1959, elle déménage à Cambridge avec ses enfants pour occuper un poste de directrice de l'éducation à l'Université du Maryland. L'Université a été parmi les premières à établir un campus en Europe après la Seconde Guerre mondiale et a un contrat pour organiser des cours universitaires pour les bases stationnées de l'US Air Force dans East Anglia. James reste en Irlande, et à partir de ce moment, ils vivent des vies séparées. Ils n'ont jamais divorcé et lorsque James souffre d'un cancer en phase terminale, il vit ses derniers mois avec elle et les enfants à Cambridge. Il y meurt en mai 1979.
Pendant les 25 années suivantes, elle travaille pour l'Université du Maryland à East Anglia, mais elle reprend également ses recherches sur le folklore. Ce travail aboutit à deux travaux académiques majeurs : The past we share (1979), qui traite de la part de la culture occidentale envers le monde arabe, et Men on women (1985), qui met l'accent sur la persistance de certaines attitudes masculines envers les femmes à travers l'histoire et est un texte féministe prémonitoire. Elle s'inspire également de son étude pour écrire des textes plus légers : une série de livres sur les blagues commençant en 1987 avec Rugby jokes, Son of rugby jokes et Hands up for rugby jokes' (1988), Rugby jokes in the office (1989), Rugby jokes score again et Even more rugby jokes (1990), et More rugby jokes (1992). Elle n'a pas d'intérêt particulier pour le rugby mais elle traite plutôt le sujet avec le même dévouement qu'elle avait envers les autres formes de folklore qu'elle a étudiées avec la rigueur académique voulue,. Elle écrit également un roman romantique, Wentworth Hall, publié en 1974.
O'Beirne Ranelagh meurt à Londres le 5 avril 1996.